# Heinkel HD 26
L'Heinkel HD 26 fu un idrovolante da ricognizione monomotore, monoposto e biplano, sviluppato dall'azienda tedesca Ernst Heinkel Flugzeugwerke AG negli anni venti.
Disegnato su richiesta della giapponese Aichi Tokei Denki, la quale ne commissionò il progetto al fine di soddisfare una specifica della Marina imperiale, venne costruito in due prototipi, uno dall'azienda tedesca ed un secondo su licenza dall'azienda nipponica.
Destinato alla Dai-Nippon Teikoku Kaigun Kōkū Hombu, la componente aerea della Marina imperiale, venne identificato, in base alle convenzioni di designazione in uso e dopo una serie di designazioni provvisorie assegnate ai prototipi, come "idrovolante da ricognizione monoposto Aichi Tipo 2", tuttavia non venne mai avviato alla produzione in serie.

## Storia del progetto
Durante gli anni venti la marina imperiale espresse l'esigenza di adeguare il suo parco velivoli ad uno standard più elevato equiparandolo alle capacità operative dei paesi occidentali. A tale scopo la Aichi decise di rivolgersi alla tedesca Heinkel, con la quale aveva intrapreso un rapporto di collaborazione, per la fornitura di una serie di prototipi adatti alla ricognizione aerea, indicati dall'azienda tedesca come HD 25, HD 26 ed HD 28, per effettuare una serie di test ed in previsione, in caso di gradimento da parte delle autorità militari, di poterne acquistare la licenza di produzione. Gli accordi commerciali prevedevano che la Heinkel si occupasse della prima fase di sviluppo, affidandole anche il compito della costruzione dei primi prototipi, i quali poi sarebbero stati inviati in Giappone e, una volta giunti a destinazione, riassemblati.
Il gruppo di lavoro dell'Heinkel concepì il nuovo modello, indicato come HD 26, sull'esperienza acquisita nello sviluppo del precedente biposto HD 25, tuttavia essendo un monoposto risultava possedere dimensioni più contenute. Come il suo predecessore doveva essere lanciato da una apposita catapulta che gli consentisse una velocità sufficiente ad avere la necessaria portanza per il decollo, tuttavia tale tecnologia non era ancora stata realizzata praticamente e quindi si optò per la possibilità di decollo da una breve rampa costruita sulle strutture delle unità di maggior stazza.
Il primo prototipo, realizzato in Germania, era equipaggiato con un motore Hispano-Suiza 8, un otto cilindri a V raffreddato a liquido capace in quella versione di erogare 300 CV (220 kW) e montava una singola mitragliatrice sincronizzata posizionata in caccia, calibro 7,7 mm e sparante attraverso il disco dell'elica. Questo venne portato in volo a Warnemünde nel corso dell'estate 1925 dove effettuò anche una serie di prove di catapultaggio.
Venne quindi smontato e, nel 1926, inviato via mare in Giappone dove sarebbe servito da modello per il secondo prototipo costruito in loco. L'esemplare giapponese differiva solamente per la motorizzazione, il più potente radiale Bristol Jupiter IV da 420 hp (313 kW), che dava un diverso aspetto al velivolo per la diversa architettura, si trattava di un motore a 9 cilindri posti su una singola stella, e per il raffreddamento ad aria dei gruppi termici. Quest'ultimo venne identificato dalla marina imperiale "idrovolante da ricognizione monoposto Aichi Tipo 2".
Per le prove in ambito operativo vennero approntate apposite rampe sulla nave da battaglia Nagato e sull'incrociatore pesante Furutaka, tuttavia al termine della loro costruzione sia l'HD 25 che l'HD 26 furono dichiarati oramai obsoleti e lo sviluppo di entrambi i modelli fu interrotto.

## Utilizzatori
Giappone
- Dai-Nippon Teikoku Kaigun Kōkū Hombu